# Natació als Jocs Olímpics d'estiu de 1904 - 440 iardes lliures
La prova de les 440 iardes lliures fou una de les que formà part del programa de natació que es disputà als Jocs Olímpics de Saint Louis de 1904.
Aquesta era la primera vegada que es duia a terme aquesta prova dins el programa dels Jocs Olímpics, i l'única en què la iarda s'emprà com a mesura. La distància, uns 402 metres, fou lleugerament superior als 400 metres que es començaran a disputar a partir dels següents Jocs Olímpics.
Hi van prendre part 4 nedadors procedents de 2 països.

## Medallistes
| Or                    | Plata                | Bronze           |
| Charles Daniels (USA) | Francis Gailey (USA) | Otto Wahle (AUT) |

## Resultats
| Posició | Nom                   | Temps    |
| ------- | --------------------- | -------- |
| Or      | Charles Daniels (USA) | 6' 16.2" |
| Plata   | Francis Gailey (USA)  | 6' 22.0" |
| Bronze  | Otto Wahle (AUT)      | 6' 39.0" |
| 4.      | Leo Goodwin (USA)     |          |